# Neobisium chaimweizmanni
Espèce
Neobisium chaimweizmanni est une espèce de pseudoscorpions de la famille des Neobisiidae.

## Distribution
Cette espèce est endémique de Croatie. Elle se rencontre à Split sur le mont Mosor dans la grotte Trojama Jama.

## Description
Le mâle holotype mesure 3,35 mm. Ce pseudoscorpion est anophtalme.

## Étymologie
Cette espèce est nommée en l'honneur de Chaim Weizmann.

## Publication originale
- Ćurčić, Dimitrijević, Ćurčić, Tomić & Ćurčić, 2004 : On some new high altitude, cave, and endemic pseudoscorpions (Pseudoscorpiones, Arachnida) from Croatia and Montenegro. Acta Entomologica Serbica, vol. 7, p. 83-110.